# Casa de los babys
Pour plus de détails, voir Fiche technique et Distribution.
Casa de los babys est un film américano-mexicain réalisé par John Sayles, sorti en 2003.

## Synopsis
Le film est l'histoire de six femmes américaines qui séjournent dans un pays d'Amérique du Sud non identifié, le temps de compléter la durée de résidence qui leur permettra de récupérer des bébés en adoption.

## Fiche technique
- Titre : Casa de los babys
- Réalisation : John Sayles
- Scénario : John Sayles
- Production : Caroline Kaplan, Jonathan Sehring, Alejandro Springall et Lemore Syvan
- Musique : Mason Daring
- Photographie : Mauricio Rubinstein
- Montage : John Sayles
- Pays d'origine :  États-Unis |  Mexique
- Format : Couleurs - 1,85:1
- Genre : Film dramatique
- Durée : 95 minutes
- Date de sortie : 2003

## Distribution
- Angelina Peláez : Doña Mercedes
- Lizzie Curry Martinez : Sor Juana
- Vanessa Martinez : Asunción
- Amanda Álvarez : Blanca
- Said Martinez : Eusebio
- Rita Moreno : Señora Muñoz
- Bruno Bichir : Diómedes
- Daryl Hannah : Skipper
- Lili Taylor : Leslie
- Mary Steenburgen : Gayle
- Marcia Gay Harden : Nan
- Maggie Gyllenhaal : Jennifer
- Pedro Armendáriz Jr. : Ernesto